# ザントフォールト・サーキット
ザントフォールト・サーキット（Circuit Zandvoort）は、オランダ王国北ホラント州ザントフォールトに位置するサーキットである。フォーミュラ1世界選手権（F1）のオランダグランプリの開催サーキットとして知られる。日本語では「ザントフールト・サーキット」と、表記、呼称されることもある（→#日本語名称）。

## 概要
北海に面した海岸の砂丘に位置し、第二次世界大戦後、ドイツ軍が戦時中に建設した連絡道路を流用して建設され、1948年8月に完成した（→#建設に至る経緯）。
海岸の砂丘に立地するため、晴れた日は海風などの風により路面に砂がうっすらと積もり、ラップタイムにも影響を与えるという特徴があると言われている。
完成時から1980年代までは直線主体の高速サーキットだったが、1999年の改修でコースレイアウトが変更され、現在は複数の高速コーナーと低速コーナーを組み合わせたテクニカルコースとなっている（→#レイアウトの変遷）。バンク状の最終コーナーからメインストレートを加速し、スピードを乗せて突っ込む1コーナーのターザンコーナーが名物となっている。

### 主要な開催レース
1952年から1985年にかけてF1世界選手権のオランダグランプリをほぼ毎年に渡って開催した。1986年以降はF1のレースが開催されることはなくなったが、2021年から再び開催された。
過去には、1991年から2016年までF3の有力ドライバーによって争われるマスターズF3（マールボロマスターズ）が開催され、2001年から2018年にかけてはドイツツーリングカー選手権（DTM）が開催されていた。

## 歴史

### 建設に至る経緯
19世紀後半から20世紀初頭にかけて、ザントフォールト市は近傍のアムステルダムとの間に鉄道が開通したことの恩恵を受けたことにより国内の日帰り観光客やヨーロッパ各地から訪れる裕福な観光客を集め、ビーチリゾートとして栄えた。しかし、第一次世界大戦（1914年 - 1918年）を機にその隆盛は終わりを迎え、1925年に同市の市長となったアンリ・ヴァン・アルフェンは観光業の立て直しを目指し、フランスの海辺のリゾート地で開催され人気を博していた自動車レースに着目し、導入を図った。

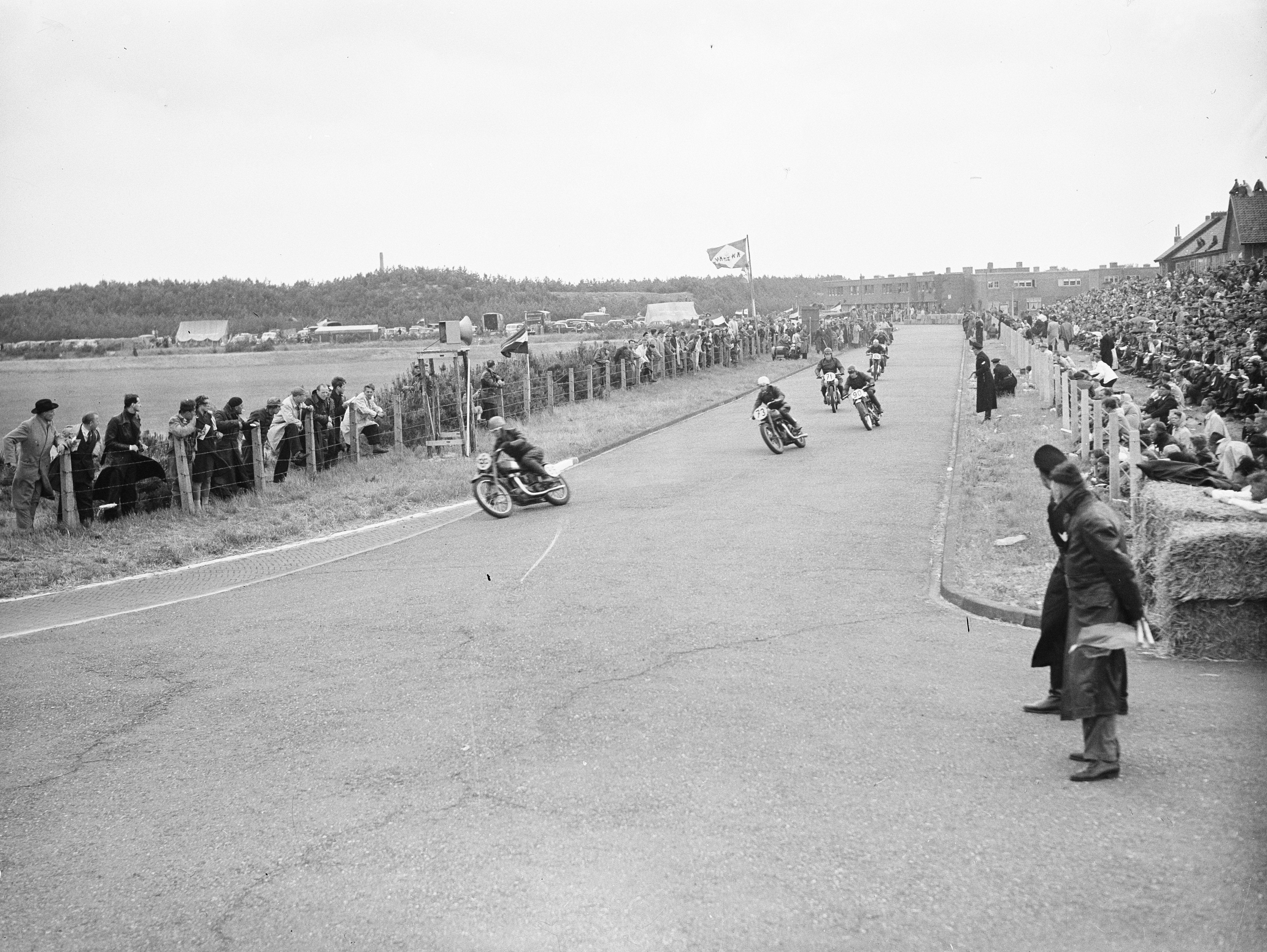
ザントフォールト市街地サーキット（1947年）

1930年代に入るとまず市内でオートバイによる市街地レースが開催されるようになり、1939年6月3日にザントフォールト市街地において四輪の自動車レースが初めて開催され、大成功を収めた。この成功をきっかけとして、ヴァン・アルフェンは常設サーキットの建設実現に向けて全力を傾けるようになる。
その矢先、1939年9月にポーランドに侵攻したナチス・ドイツは、翌年5月にオランダも制圧し、ザントフォールト市もドイツ軍の占領下に置かれた。そんな状況下にあってもヴァン・アルフェンはサーキット建設計画を進め、市が占領された同年にザントフォールト市北東の砂丘地帯に112ヘクタールほどの土地を確保し、翌1941年にはその土地の四方を「道路」で囲む建設計画を立て、その道路は戦勝記念のパレードを行うためのものだとドイツ軍の司令官を説得して、ドイツ軍の「連絡道路」という名目で建設を進めた。この道路が後にサーキットのメインストレートとなる。
ドイツ人の不興を買ったヴァン・アルフェンは1942年をもって市長を辞職することになったが、1945年に終戦すると市長に復帰し、海岸防御を図ったドイツ軍によって建物が破壊され塹壕や有刺鉄線が張り巡らされた都市の再建を進めるとともに、サーキットの建設計画を再開した。戦後直後にもかかわらずサーキット建設が優先項目のひとつとなったのは、「（市民以外も含めた）オランダ人たちのリラクゼーションの場としてのザントフォールト」という文化的な価値を考慮してのもので、これは市議会の方針にも即したものだった。1945年9月には建設計画が実行に移され、国内のオランダ自動車クラブ（KNAC）やオランダモーターサイクリスト協会（KNMV）といった団体と協力しつつ、国外の協力者たちとも連絡を取り、1946年にはイギリス人ドライバーのサミー・デイヴィスからコースレイアウトについての助言を得た（→#設計者）。
1947年11月14日、ザントフォールト市議会はサーキット建設の予算を承認し、同月19日には市が属する北ホラント州もサーキット建設を認可した。
そうして、1948年8月7日にザントフォールト・サーキットは全長およそ4.193 kmのサーキットとして完成し、同日にこけら落としとなる自動車レースが開催された。8月28日にはオランダモーターサイクリスト協会（KNMV）によってオートバイレースも開催された。開業当初は一部の区間は普段は公道として使われていたが、そうした道路も徐々に公道としての役目を解かれていき、完全なクローズドサーキットとなった。
1952年にはF1のオランダグランプリが初めて開催され、以降、オランダグランプリの開催サーキットとして定着し、1985年まで開催が続けられた。

### サーキットの凋落（1980年代）
1970年代に入るとサーキットではたびたび死亡事故が発生し、その主要な原因であるF1の高速化に対応するため、1970年代を通して安全対策のための改修が続いた。そして、度重なる改修工事はサーキットの財政を圧迫し、サーキットの閉鎖がたびたび検討されるようになった。加えて、1970年代から1980年代にかけてはモータースポーツ界全体で騒音問題が持ち上がり、ザントフォールトも例外ではなかった。サーキットの所有者であるザントフォールト市議会に対して市民からの苦情が多く寄せられるようになり、1982年に市議会ではサーキットの閉鎖が正式に提起された。この時はこれに反発した住民たちにより市議会の与党が選挙で大敗する結果となり、サーキットは閉鎖を免れた。しかし、財政状況の行き詰まりから、1985年に市街地に近いサーキット南部の一帯を売却してリゾートを建設する計画が承認され、コースの縮小が決定した。
そんな中、当時のF1で商業面を取り仕切っていたFOCA会長のバーニー・エクレストンはかねてよりザントフォールト・サーキットの設備の古さに不満を持っていたことから、より条件の良い他のサーキットと新たに契約を結ぶため、オランダグランプリをF1の開催カレンダーから外した。
F1オランダグランプリの開催は1985年で終了し、1987年6月にはサーキットの運営会社も破産した。

### マスターズF3の成功（1990年代～2010年代）

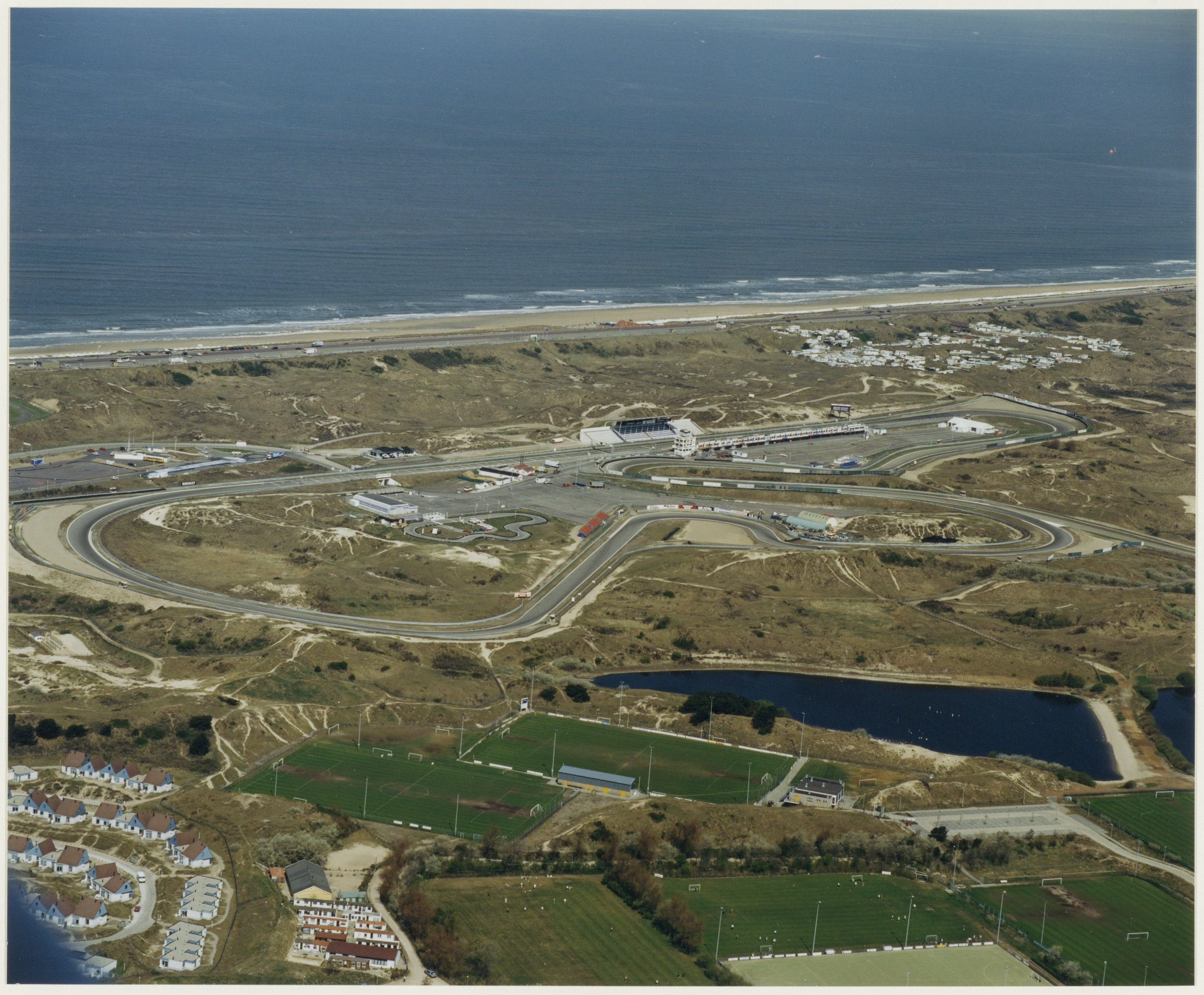
1990年代の短縮されたサーキット（1997年）

1988年にサーキットの新たな支配人に就任した実業家のハンス・エルンストは、翌1989年にはサーキットの所有権を取得し、サーキットはエルンストの下で立て直しが図られることになる。
まず、サーキット南部の土地を売却したことで得られた資金を使ってコースを短縮する改修が進められ、それまで全長4.2 kmほどだったサーキットは1989年に全長およそ2.5 kmに短縮された。
次いで、サーキットは国際レースを再招致する方法を模索し、各国で開催されているフォーミュラ3（F3）のその年の有力ドライバーを集めて世界一を決めるレースを企画し、1991年に「マールボロ・マスターズF3」（マスターズF3）として初開催した。各国選手権のシーズン半ばに開催されたこのレースは人気を博し、初年度に優勝したデビッド・クルサードをはじめとして、参加者は後にF1などのカテゴリーで活躍することになる有力な若手ドライバーたちで占められ、レース自体が脚光を浴びるようになったことでサーキットも再び国際的な注目を集めるようになった。
1999年、サーキットは旧レイアウトの一部を復旧するとともにテクニカルな区間を追加する形で再改修され、全長はおよそ4.5 kmの距離に戻った。
マスターズF3の成功によってサーキットへの関心が高まったことに加え、コース改修によって開催できるカテゴリーの幅も増え、2001年からはドイツツーリングカー選手権（DTM）のレースを毎年開催するようになり、他にも、2006年にはA1グランプリ、2007年には世界ツーリングカー選手権（WTCC）の開催が始まり、2010年代にかけて、各種GT選手権やヨーロッパF3選手権も開催するなど、多くの国際レースの誘致に成功した。

### マックス・フェルスタッペン効果とF1開催の復活（2020年代）
2014年にF1にデビューしたマックス・フェルスタッペンは2016年シーズン途中にトップチームのひとつであるレッドブル・レーシングに移籍し、加入した初戦でF1初優勝を果たした（2016年スペイングランプリ）。これはオランダ人ドライバーとしてもF1初優勝であり、オランダにおいてF1人気が大きな盛り上がりを見せることになる。ザントフォールトでは2016年6月にフェルスタッペンがデモ走行を行う「ジャンボ・レース・デイズ」（オランダ語: Jumbo Racedagen）が初開催され、以降は毎年開催されるようになり、同イベントは初年度の2016年から2019年にかけて毎年10万人以上のファンがサーキットに押し寄せるほどの盛況となった。
2010年代半ばの時点ではオランダグランプリの復活は非現実的なことだとみなされていたが、フェルスタッペン効果によるF1人気の高まりを受けて、サーキットはF1を運営するフォーミュラワン・グループの親会社であるリバティメディアと交渉を重ね、2020年からのF1開催契約を2019年5月14日に締結した。
当時のサーキットはコースそのものの安全性やピット建物などの付帯設備の面でF1の基準に適合しない部分があったため、2019年から2020年初めにかけてサーキットは改修された。この改修では、それまでのコースレイアウトは基本的に維持しつつ、各セクションの形状が見直され、ターン3（フーゲンホルツ）と最終コーナー（アリー・ルイエンダイク）をバンク化するなどの手が加えられた。
2020年5月に予定されていた開催は新型コロナウイルス感染症の世界的流行を受けて中止されたものの、翌2021年9月にF1・オランダグランプリの開催が実現した（2021年オランダグランプリ）。このレースは国王ウィレム＝アレクサンダー臨席の下で開催され、フェルスタッペンがオランダ人として初めてオランダグランプリを優勝するという結果を残した。

## コースレイアウト

### 現在のレイアウト
主なコーナー
- ターン1 - ターザン（Tarzan）[注釈 12]。サーキット最大のオーバーテイクポイントで[W 7]、2020年の改修で幅が広げられた[W 25]。
- ターン2 - ゲルラッハ（Gerlach）。サーキット初の事故死者にちなんで命名された[W 6][W 23]。
- ターン3 - フーゲンホルツ（Hugenholtz）。初代支配人ジョン・フーゲンホルツの引退時に餞別として命名された[W 24]。2020年の改修時にランオフエリアが拡大されるとともに、走行ラインが放物線を描く形になるよう作り直され[注釈 13]、バンクも改修前より大きい19度のバンク角が付けられている[W 28][W 6][W 29][注釈 14]。
- ターン4 - ハンツェラグ（Hunserug）。サーキットの最高地点で、ゆるやかに右に曲がる高速コーナー[W 31][注釈 15]。
- ターン6 - スローテマーカー（Slotemaker）。このコーナーで事故死したロブ・スローテマーカー（英語版）にちなんで命名された[W 32][W 6]。ターン4から連続する起伏のある高速コーナー[W 32]。
- ターン7 - シェイブラック（Scheivlak）。バンクのついた高速の右コーナーで[W 33]、サーキットの中でも特に高速なコーナー[W 7]。
- ターン8 - マスターズ（Masters）。1980年に設置された時の名称は「マールボロ」[注釈 16]。スタート地点からこのコーナー手前までは開業時のレイアウトがほぼ残されている[W 34][注釈 17]。
- ターン11～12 - ハンス・エルンスト（Hans Ernst）[注釈 18]。1990年代にサーキットを再興した支配人にちなんで2013年に命名された[W 35][W 24][W 17]。右にほぼ90度曲がるターン11から、左回りに半円を描く形状のターン12へと続く。
- ターン14 - アリー・ルイエンダイク（Arie Luyendyk）。最終コーナーで[注釈 19]、2020年の改修時に18度のバンク角が付けられている[W 36][W 37][W 29]。このバンク用に開発された特殊なアスファルト舗装はコーナー名の由来であるルイエンダイクのあだ名にちなんで「フライング・ダッチ」（FlyingDutch）と名付けられた[W 36]。

#### 2020年の改修
2019年に2020年からF1を開催する契約が結ばれたが、この時点ではサーキットのレイアウトと付帯設備はF1の基準を満たしていなかったため、改修が必要となった。
ザントフォールトにおけるF1開催が発表されると、下位カテゴリーでのレース経験やF1車両でデモ走行した経験のある現役F1ドライバーたちからコース特性からF1ではレース中のオーバーテイクが難しいのではないかという懸念が示された。それを受けて、オランダグランプリのスポーティングディレクターを務めるヤン・ラマースは改修案を明らかにし、ターン3（フーゲンホルツ）のランオフエリア拡大、ターン4（ハンツェラグ）をイン側にワイド化、ターン11（ハンス・エルンスト）のアウト側（ターン12のイン側）をターマック化、最終コーナーに大きなバンク角を付けることなどによりオーバーテイク機会を増やせると期待していると表明した。

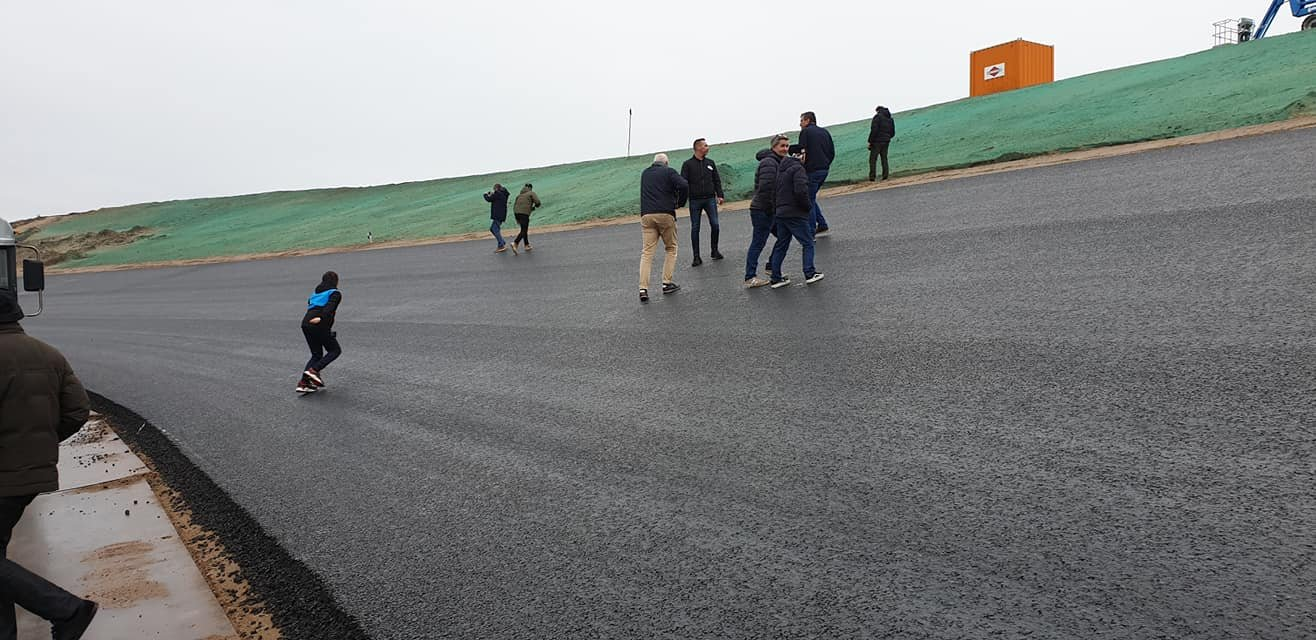
18度の勾配（バンク）が付けられ建設中の最終コーナー（2020年）

この改修には1500万ユーロが投じられ、再設計と改修作業はイタリアのサーキット設計企業であるドローモ社（Dromo Circuit Design）が手掛けた。最終コーナーのバンクについては、2018年に視察に訪れたFIAのチャーリー・ホワイティングからの提案を取り入れたもので、メインストレートの短さを補うために設けられた。FIAのサーキット設計ガイドラインではバンクの勾配は最大でも10 %（約5.7度）までとするよう定められていたが、それより大きい最大18度のバンク角が付けられた。最終コーナーのコンセプトが固まったことで、その知見を取り入れてターン3もバンク化され、最大19度のバンク角が付けられた。この2つのコーナーのバンク角はガイドラインの上限を超えたものだが、FIAから特例として許可された。
F1では2005年アメリカグランプリ（インディアナポリス・モーター・スピードウェイ、IMS）においてバンク角9度の最終コーナーにミシュランタイヤが対応できなかったという過去の例を踏まえ、2020年2月に行われた合同テストでザントフォールトのバンクに対応するためのピレリ製特別タイヤのテストが行われた。

### レイアウトの変遷

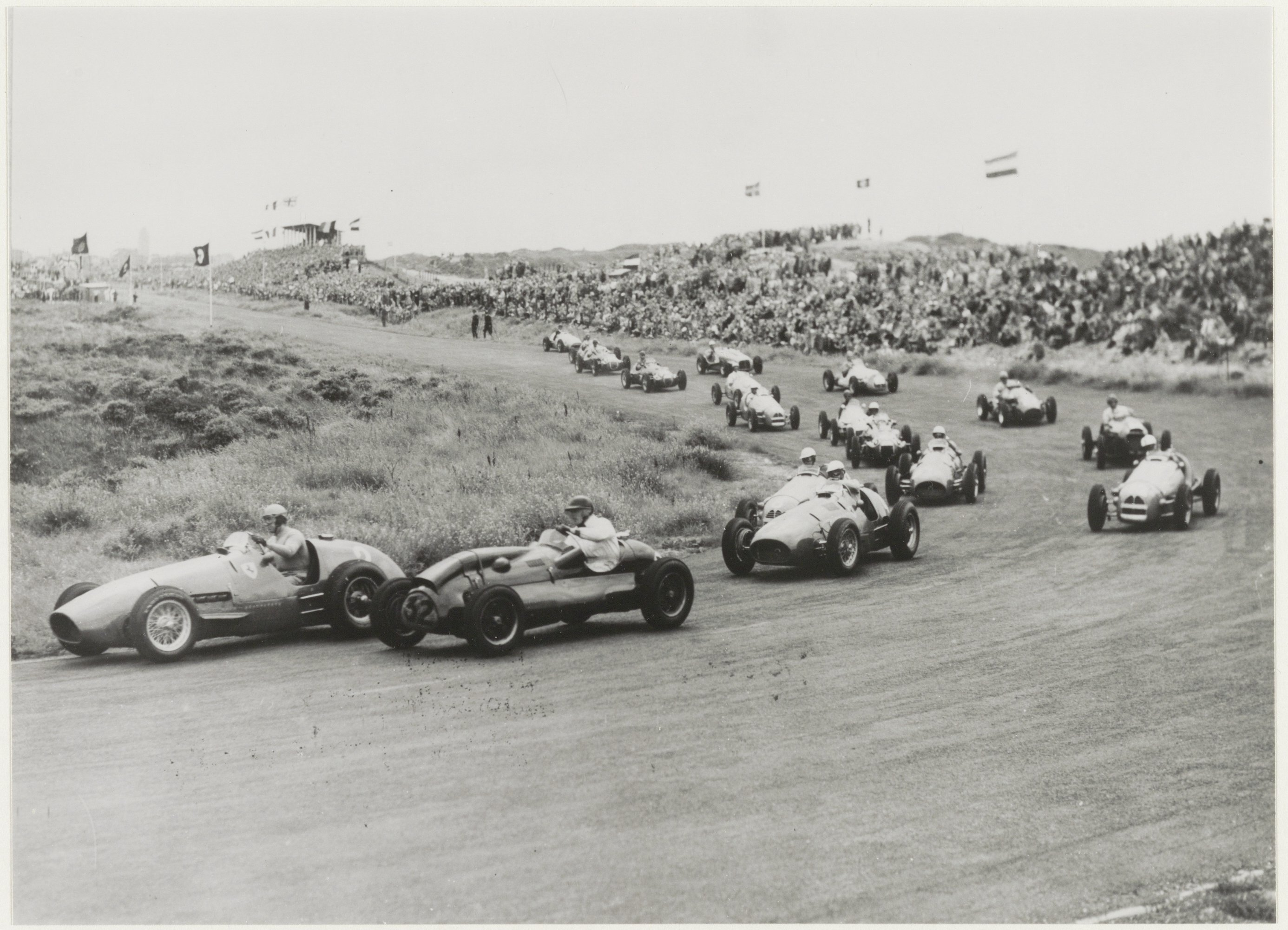
開業初期のターザンコーナー（1952年オランダGP）

1948年 - 1972年 4.193 km
1973年 - 1978年 4.226 km
1979年 4.226 km
1980年 - 1988年 4.252 km
1989年 - 1999年 2.526 km
1999年 - 2019年 4.307 km
2020年 - 現在 4.259 km

- 各レイアウトの変更点
開業初期のターザンコーナー（1952年オランダGP）
  - 1948年 - 1972年 - 全長4.193 kmのサーキットとして建設される[W 2]。
  - 1973年 - 1978年 - 最終コーナーへの進入速度を落とすため、パノラマコーナーをS字状にする改修を行う[W 2][W 12]。
  - 1979年 - ニキ・ラウダとジョディー・シェクターの意見を取り入れ[W 12]、シェイブラック後のバックストレートに仮設のシケイン（シェクター・シケイン）を設置[W 2]。
  - 1980年 - 1988年 - シェクター・シケインを常設のS字コーナー（マールボロ）に変更[W 2]。
  - 1989年 - 1999年 - 全長2.526 kmに短縮[W 2]。敷地南部は売却され、コース跡地には保養地とゴルフ練習場などのスポーツ施設が建設される[W 12]。
  - 1999年 - 2019年 - シェイブラックまでのコースを再建する形でサーキットを東に伸長し、全長およそ4.3 kmのサーキットとなる[W 2]。旧レイアウトでS字だったマールボロを右回りのコーナーに改修し、その先にインフィールドセクションが建設される[W 12]。
  - 2020年 - 現在 - 「#2020年の改修」を参照。

### 設計者

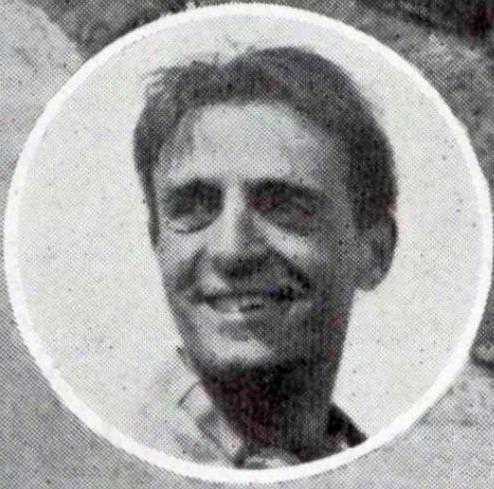
サミー・デイヴィス

オリジナルのコースレイアウトはサミー・デイヴィスの助言に基づくもので、これをカス・フンツェ（Cas Hunse）、ピエト・ノルティエ（Piet Nortier）がそれぞれオランダモーターサイクリスト協会（KNMV）とオランダ自動車クラブ（KNAC）を代表して検討し、コース設計は1947年5月24日に完成した。
後にサーキットの初代支配人となるジョン・フーゲンホルツを設計者とする説が広く流布しているが、これは誤りと考えられている。1946年当時、フーゲンホルツは自身が設立したオランダ自動車レースクラブ（Nederlandse Automobiel Ren Club, NARC）を率いてユトレヒト近郊のザイストでサーキット建設計画を進めており（ザイスト・サーキット）、両サーキットの建設計画は競合関係にあり、この時点の進捗状況ではザイストの計画も有望視されていた。ザイストの計画は同地の観光促進を望む者たちからは支持されていたものの、ザイストが属するユトレヒト州は、戦後の荒廃からの復興と建築材料が不足していた当時の状況を勘案して、サーキット建設計画に反対し、1947年7月にザイストの計画は頓挫した。フーゲンホルツとNARCはザントフォールトの建設計画にも深く関与することになるが、それがザントフォールトのコース設計完成より前のことなのかは定かではない。
1989年と1999年の改修でコースレイアウトを手がけた人物は不明である。
2020年の改修はドローモ社のヤルノ・ザッフェリが責任者となって手がけた。

## 主な出来事
- 1948年 - 8月7日、サーキットが完成し、「Circuit van Zandvoort」として開業。こけら落としの自動車レースが開催される（優勝者はプリンス・ビラ）[W 10][W 9]。
- 1949年 - ジョン・フーゲンホルツが初代支配人に就任（1974年まで在任）。
- 1952年 - F1世界選手権・オランダグランプリ初開催（1952年オランダグランプリ）[W 10]。
- 1957年 - スポーツカーレースでヴィム・ゲルラッハが事故死し、サーキット開業以来初の競技中の事故死者となる[W 6][W 23][注釈 23]。
- 1964年 - 7月、ホンダF1の初のF1用レース車両であるRA271のシェイクダウンが行われる[注釈 24]。
- 1967年 - オランダグランプリでジム・クラーク（ロータス）が優勝し、フォード・コスワース・DFVエンジンの初勝利を挙げる[W 55]。
- 1970年 - オランダグランプリでピアス・カレッジの死亡事故が発生[W 10]。
- 1972年 - 安全上の懸念から、オランダグランプリがこの年のF1の開催カレンダーから外される[W 10]。ザントフォールト市議会においてサーキットの近代化が決定され、300万ギルダー（約3億400万円・当時[4]）とも2500万ギルダー（18億5000万円・当時）[5]とも言われる巨費が投じられ、クラッシュバリアの設置、パノラマコーナーと最終コーナーの間のシケイン設置[W 2]、新しいピットやVIPルームの建設といった改修が行われる[注釈 25]。
- 1973年 - オランダグランプリでロジャー・ウィリアムソンの死亡事故が発生[W 10]。
- 1979年 - バックストレートに仮設のシェクター・シケインが設置され、翌年に常設のS字コーナー（マールボロ）に改修される[W 2]。
- 1985年 - この年の開催を最後にオランダグランプリがF1の開催カレンダーから外れる[W 10]。
- 1987年 - カースタントショーにて、スタントマンのアラン・バンクスの死亡事故が発生。
- 1988年 - ハンス・エルンストが支配人に就任し、翌年にサーキットの所有権を取得する[W 17][W 56]。
- 1989年 - サーキット全長を2.526 kmに大幅に短縮する改修が行われる。再オープンに際して、サーキット名が「Circuit Park Zandvoort」に変更された。騒音規制への対応として、サーキットとサーキット南西部の市街地との間に人工的な砂丘が築かれる[W 2]。
- 1991年 - マスターズF3初開催（2016年まで開催）。
- 1999年 - サーキットが再改修され、全長4.307 kmのサーキットになる。
- 2016年 - サーキットがチャップマン・アンドレッティパートナーズ（Chapman Andretti Partners BV）に売却される[W 56][W 57][W 12][注釈 26]。
- 2017年 - サーキット名が「Circuit Zandvoort」に変更される[W 57]。
- 2019年 - 2020年からのF1開催が決定し[W 4]、翌年初めにかけて改修工事が行われる[W 41][W 42]。
- 2020年 - 改修が完了し、3月4日に再オープンした[W 59]。新型コロナウイルス感染症の世界的流行を受けて、5月に予定されていたF1オランダグランプリの開催は中止される[W 60]。
- 2021年 - F1・オランダグランプリが36年ぶりに開催され、マックス・フェルスタッペンがオランダ人ドライバーによるオランダグランプリ初優勝を遂げる。

## 日本語名称
「Zandvoort」（オランダ語発音: [ˈzɑntfoːrt] ( 音声ファイル)）の日本語名称は一定しておらず、差異はわずかだが、媒体によって「ザントフォールト」、「ザントフールト」、「ザンドフォールト」、「ザンドフールト」といった複数の異なる表記が用いられている。
1960年代にホンダF1（第1期）の監督だった中村良夫は当サーキットの名称について、現地の人々の発音は「サンフース」に近いという認識を持っていたが、自身は英語とドイツ語を混ぜて「ザンドフールト」という呼び方をし、この呼び方で（現地人との意思疎通に）実用上は差し支えなかったと述べ、1969年に刊行した自身初の著書でもこの表記を用いている。この呼称は中村の我流だったが、日本語においては現在でもそれと類似する上記の表記が当サーキットの名称として定着している。